# Ritli Hill
Der Ritli Hill (englisch; bulgarisch хълм Ритли chalm Ritli) ist ein 45 m hoher und felsiger Hügel an der Südküste der Livingston-Insel im Archipel der Südlichen Shetlandinseln. Auf der Byers-Halbinsel ragt er 0,55 km ostnordöstlich des Rish Point und 0,67 km südwestlich des Clark-Nunataks auf.
Spanische Wissenschaftler kartierten ihn 1992, bulgarische 2009. Die bulgarische Kommission für Antarktische Geographische Namen benannte ihn 2009 nach der Felsformation Ritli im Westen Bulgariens.